# Las Palomitas Serranas
Las Palomitas Serranas es una agrupación musical de Son y Huapango Arribeño. Un trío compuesto por Tulia (jaranista y voz principal), Mónica (quinta huapanguera) y Patricia (violín y segunda voz) originarias del pueblo de Palomas, Xichú, Guanajuato en la Sierra Gorda.Es considerada la primera agrupación femenil de Son Arribeño. 

## Trayectoria
La agrupación fue creada en 2007. Su primer disco lo presentaron en el Museo Nacional de Culturas Populares (MNCP) "Así cantan las palomas", en 2013.En 2012 recibieron la medalla al mérito huasteco. Se han presentado en el Festival de Huapango y Son Arribeño, Festival de las Heroínas Festival de la Huasteca. Así como aparecen en el documental Huastecos de corazón.

## Discografía
- Tiempos Aquellos
- Así cantan las palomas
- Las palomas serranas
- Homenaje a Nicandro Castillo